# Крапухин, Сергей Николаевич
Сергей Николаевич Крапухин (род. 28 июня 1974, Москва) — российский мотогонщик; мастер спорта.
Сергей с детства занимался различными видами спорта: парусный спорт, картинг, каратэ, тхэквондо, мотогонки.
Окончил МГТУ имени Баумана.

## Достижения
- 2003 г. — Вице-чемпион России (класс Superbike)
- 2004 г. — Вице-чемпион Восточной Европы (класс Superbike)
- 2004 г. — Чемпион России (класс Superbike)
- 2005 г. — Чемпион России (класс Supersport 600)
- 2006 г. — Чемпион России (класс Supersport 600)
- 2006 г. — Чемпион Украины (класс Supersport команда «INFO300»)
- 2007 г. — 1 место Чемпионат России (2этап)
- 2007 г. — 1 место Чемпионат России (3этап)
- 2008 г. — 1 место Чемпионат России (2этап)
- 2008 г. — 1 место Чемпионат России (3этап)
- 2008 г. — 2 место Чемпионат Европы класс supersport (TorPoznan) , 4 место AlpeAdriaCup класс supersport (Most)
- 2009 г. — 1 место AlpeAdriaCup класс supersport Брно (трасса)
- 2009 г. — 3 место AlpeAdriaCup класс supersport Хунгароринг
- 2009 г. — Чемпион России (класс Supersport 600)
- 2010 г. — Чемпион России (класс Supersport 600)
- 2010 г. — Вице-Чемпион Германии DRC (класс Supersport)
- 2011 г. — 3 место IDM класс supersport (Sachsenring)
- 2011 г. — Чемпион России (класс Supersport 600)
- 2012 г. — Вице-Чемпион России (класс Supersport 600), участник Чемпионата Мира WSBK
- 2013 г. — Победитель кубка «YAMAHA R-cup»